# Renaixença del gaèlic escocès
La renaixença del gaèlic escocès (en gaèlic escocès: Ath-Bheòthachadh na Gàidhlig) és un moviment que encara transcendeix actualment i que es basa en la revitalització de la llengua gaèlica a Escòcia. Encara que aquesta llengua ha hagut de fer front a un declivi constant en el nombre de parlants des de finals del segle xix, el nombre de joves parlants nadius de gaèlic escocès està augmentant ràpidament. El moviment es remunta a l'anomenada “Renaixença escocesa”, especialment en les obres de Sorley MacLean, George Campbell Hay, Derick Thomson i Iain Crichton Smith. El Sabhal Mòr Ostaig es considera normalment el resultat d'aquest moviment de renaixença. Tot i que gran part de les obres sorgides a partir d'aquest moviment cultural fos poesia, o música tradicional, personatges com MacLean i Iain Crichton Smith, i més recentment Aonghas MacNeacail, els han combinat amb estils moderns i internacionals.

## Política
En el camp de la política, Mike Russell es va convertir en la primera persona a adreçar-se en gaèlic escocès en una reunió de la Unió Europea que va tenir lloc el maig del 2010. Aquesta llengua ha patit durant molt de temps una manca d'utilització en els contextos educatius i de l'administració, i fins i tot va ser suprimit en el passat, però actualment ha aconseguit un cert reconeixement oficial amb l'aprovació de la Llei de la llengua gaèlica (Escòcia) del 2005.

## Literatura
En el camp de la literatura, destaquen escriptors com:
- Aonghas Pàdraig Caimbeul – Escriptor[4]
- Somhairle MacGill-Eain – Poeta
- Iain Mac a' Ghobhainn – Intel·lectual, poeta i escriptor
- Ruaraidh MacThòmais – Acadèmic, escriptor, poeta i publicista